# Іванов Микола Семенович
Мико́ла Семе́нович Івано́в (рос. Николай Семёнович Иванов; 18 серпня 1926, Слов'янськ-на-Кубані — 23 лютого 2009) — радянський офіцер, Герой Радянського Союзу.

## Біографія
Народився 18 серпня 1926 року в станиці Слов'янська (нині місто Слов'янськ-на-Кубані Краснодарського краю) в сім'ї селянина. Росіянин. Закінчивши неповну середню школу, працював бухгалтером у радгоспі. У Червоній армії з червня 1942 року. Покликаний Керченським міськвійськоматом Кримської області. Учасник радянсько-німецької війни з червня 1942 року. Воював у партизанському загоні, був командиром кулеметного розрахунку 696-го стрілецького полку (383-та стрілецька дивізія, 33-я армія, 1-й Білоруський фронт).
Відзначився 2 лютого 1945 року при форсуванні річки Одер в районі міста Фюрстенберга (Німеччина). У числі перших він з розрахунком подолав річку, вогнем забезпечував переправу підрозділів і підтримував бій за захоплення і утримання плацдарму. Указом Президії Верховної Ради СРСР від 24 березня 1945 року за зразкове виконання бойових завдань командування на фронті боротьби з німецько-фашистськими загарбниками і проявлені при цьому мужність і героїзм, сержанту Миколі Семеновичу Іванову присвоєно звання Героя Радянського Союзу з врученням ордена Леніна і медалі «Золота Зірка» (№ 6841).
Війну закінчив у Берліні. Учасник Параду Перемоги 24 червня 1945 року в Москві на Красній площі. Після війни продовжував службу в Збройних силах СРСР. У 1945 році закінчив курси молодших лейтенантів, а в 1947 році — Пермське піхотне училище. Служив в прикордонних військах. Член ВКП (б) з 1951 року.
З 1977 року у званні полковника в запасі. Жив у Києві. Працював в ветеранській організації прикордонників столиці, був членом Комітету ветеранів прикордонної служби України. Систематично виступав перед особовим складом військ. Володіючи значним досвідом служби, надавав посильну допомогу керівництву Прикордонної служби у відпрацюванні документів з питань удосконалення системи охорони державного кордону в умовах реформування Держприкордонслужби України. Учасник ювілейних парадів Перемоги в Москві на Красній площі в 1985 і 1995 роках.

## Нагороди
Нагороджений орденами Леніна, Червоного Прапора, Вітчизняної війни 1-го ступеня, медалями.

Могила Миколи Іванова

Помер 23 лютого 2009 року. Похований в Києві на Байковому кладовищі.